# Joaquín Sorolla
Joaquín Sorolla y Bastida (Valencia, 27 de febrero de 1863-Cercedilla, 10 de agosto de 1923) fue un pintor español. Artista prolífico, dejó más de 2200 obras catalogadas. Su obra madura ha sido etiquetada como impresionista, postimpresionista y luminista.

## Biografía

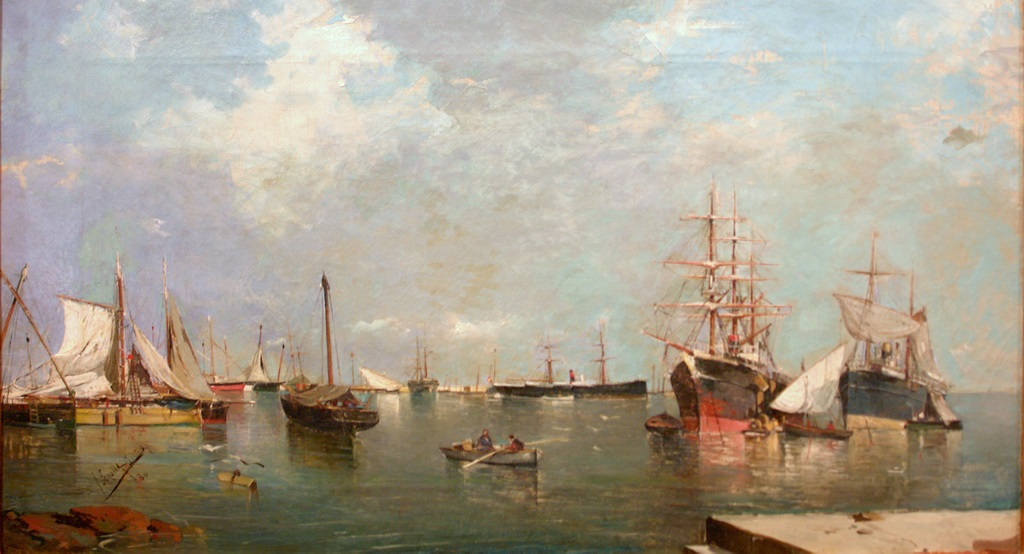
Marina (1880) correspondiente a la primera etapa de Sorolla, cuando aún no había acabado su formación académica. Museo Sorolla, Madrid.

Cuando apenas contaba dos años de edad, fallecieron sus padres Joaquín Sorolla Gascón y María Concepción Bastida Prat, muertos por una epidemia de cólera. Al quedar huérfanos fueron acogidos, su hermana Concha y él, por su tía Isabel, hermana de su madre, y su marido, de profesión cerrajero. Pasados los años, su tío intentó enseñarle, en vano, el oficio de la cerrajería advirtiendo pronto que su verdadera vocación era la pintura.
Estudió dibujo en la "Escuela de Artesanos de Valencia". Compartió estudio en la planta baja de la calle Las Avellanas n.º 12 de Valencia con José Vilar y Torres, los hermanos Benlliure —Blas, José y Juan Antonio— e Ignacio Pinazo Camarlench. Al acabar su formación comenzó a enviar sus obras a concursos provinciales y exposiciones nacionales de bellas artes, como la de Madrid en mayo de 1881, donde presentó tres marinas valencianas que pasaron inadvertidas, pues no encajaban con la pintura oficial, de temática histórica y dramática.
Al año siguiente estudió la obra de Velázquez y otros autores en el Museo del Prado. Tras visitar el Museo del Prado, Sorolla pintó en 1883 el lienzo inédito Estudio de Cristo, descubierto en 2012, donde se observa la influencia del Cristo crucificado de Velázquez. Comienza así su "etapa realista", siendo su profesor Gonzalo Salvá. Por fin, en 1883, consiguió una medalla en la Exposición Regional de Valencia, y en 1884 alcanzó la gloria al conseguir la Medalla de segunda clase en la Exposición Nacional gracias a su obra Defensa del parque de artillería de Monteleón, obra melodramática y oscura, hecha expresamente para la exposición; tal y como le dijo a un colega suyo: «Aquí, para darse a conocer y ganar medallas hay que hacer muertos».
Cosechó otro gran éxito en Valencia con su obra El crit del palleter sobre la guerra de la Independencia. De esta manera, fue pensionado por la Diputación Provincial de Valencia para viajar a Roma, donde, a la vez que trabajaba, conoció el arte clásico y renacentista, así como los grandes museos, contactando, además, con otros artistas.
Con su amigo, el también pintor Pedro Gil, se desplazó a París durante el primer semestre de 1885, y conoció de cerca la pintura impresionista, que produjo en él, ya de regreso en Roma, variaciones en su temática y estilo, llegando a pintar el cuadro religioso El entierro de Cristo, con el que no tuvo el éxito esperado. Tomó así contacto con las vanguardias europeas, destacando el impacto que le produjeron las obras de los pintores John Singer Sargent, Giovanni Boldini y Anders Zorn.
En 1888, contrajo matrimonio con Clotilde García del Castillo en Valencia, aunque vivirían un año más en Italia, esta vez en la localidad de Asís. A esa época se relacionan algunas de sus obras, entre ellas Vendiendo melones (Museo Carmen Thyssen Málaga), época en la que pintaba temas costumbristas y anecdóticos, por su fácil venta. Por lo general eran pequeñas acuarelas que comercializaba su marchante, Francisco Jover.

### Madrid

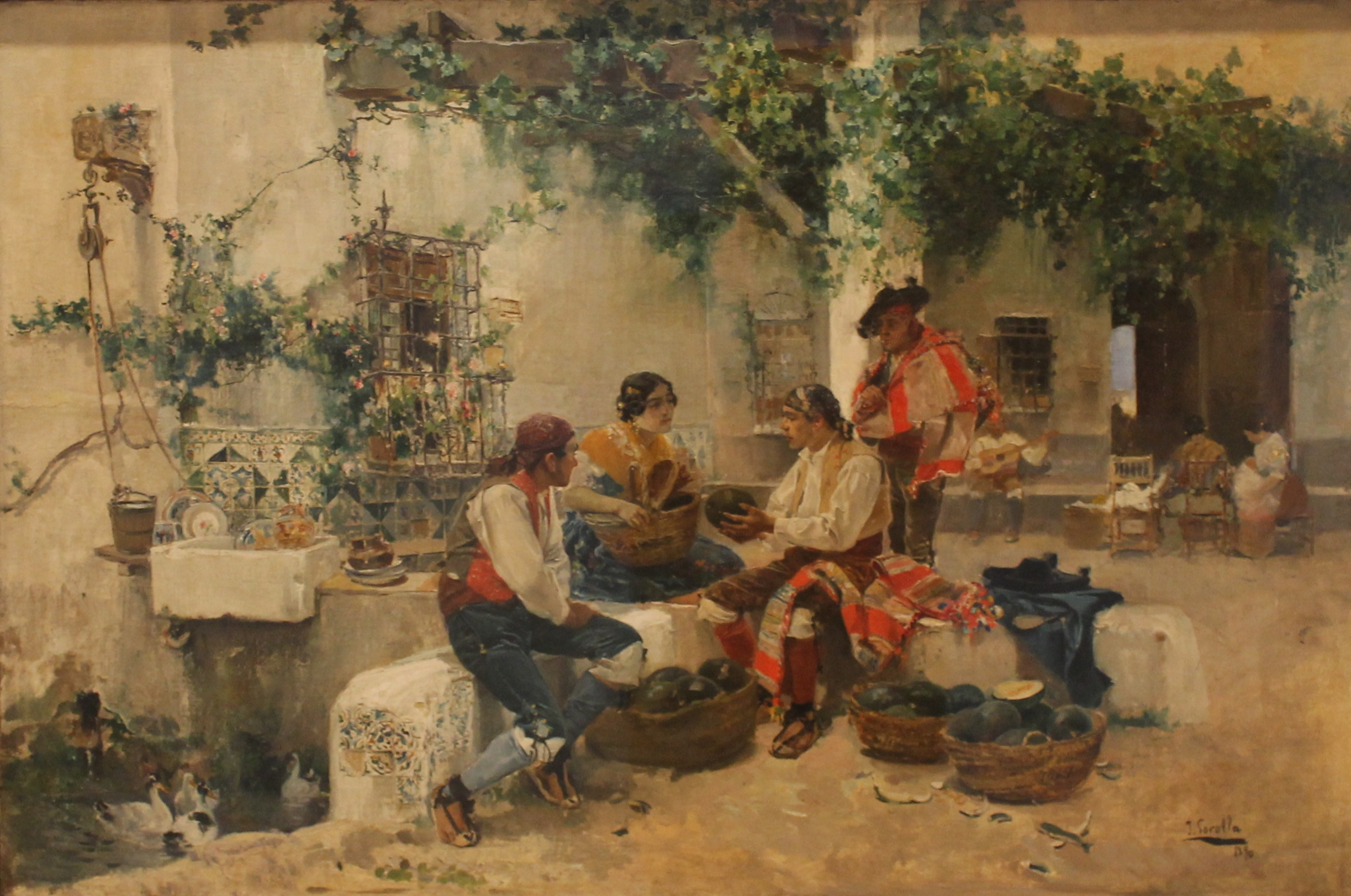
Vendiendo melones (1890), óleo sobre tela. Museo Carmen Thyssen Málaga.

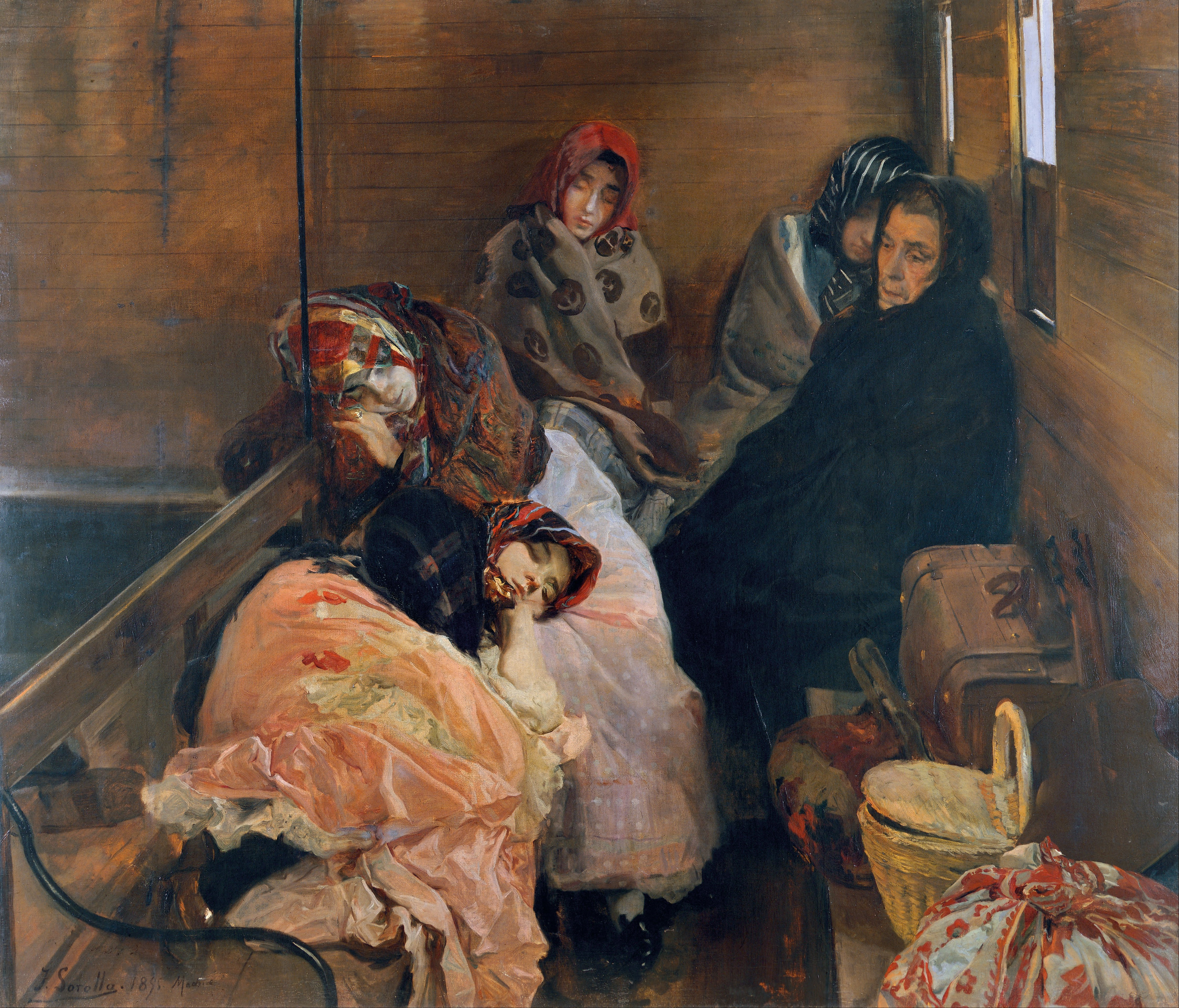
Trata de blancas (1894), Museo Sorolla, Madrid. El autor ha de adaptarse al realismo social, dominante en los certámenes de la época. Para ello, mantiene su temática costumbrista, siendo los títulos los que aportarán la denuncia social.

En 1889, el pintor y su familia se instalaron en Madrid y, en apenas cinco años, Sorolla alcanzaría gran renombre como pintor. En 1894, viajó de nuevo a París, donde desarrolló un estilo pictórico denominado «luminismo», que sería característico de su obra a partir de entonces. Comenzó a pintar al aire libre, dominando con maestría la luz y combinándola con escenas cotidianas y paisajísticas de la vida mediterránea. En obras como La vuelta de la pesca, La playa de Valencia o Triste herencia describió el sentimiento que producía la visión del mar Mediterráneo, comunicando el esplendor de una mañana de playa con un colorido vibrante y un estilo suelto y vigoroso. Con Triste herencia recibió, en 1900, el Grand Prix en el certamen internacional de París. Además, siguió con su pintura de denuncia social que tantos éxitos le había reportado en los últimos años con obras como Y aún dicen que el pescado es caro (1894).
En agosto de 1900, estando en Valencia, su amigo el escultor Ricardo Causarás Casaña fue a visitar a Sorolla para pedirle que posara de modelo vivo para esculpir una estatua de terracota y yeso, algo mayor del natural, que Causarás tenía pensado exponer en la Exposición Nacional de Bellas Artes de Madrid del año 1901. Sorolla estuvo en el mes de enero de 1901 en el estudio de escultura, posando de modelo durante veinte días para su amigo Causarás, que, además de esculpir su estatua, también esculpió aparte un busto-retrato de su cabeza, solamente en terracota, y el vaciado en yeso de la mano derecha de Sorolla en posición de pintar. En el mes de mayo de 1901 la estatua Sorolla fue expuesta en la Exposición Nacional de Bellas Artes de Madrid, siendo premiada por el jurado con «Consideración de Medalla de Tercera Clase en Escultura». Posteriormente permaneció expuesta en Valencia desde 1901 hasta 1925, en la sala principal del Círculo de Bellas Artes, siendo finalmente regalada al Ayuntamiento de Valencia, que la depositó hasta mediados del mes de agosto de 1930 en los Reales Jardines de los Viveros de Valencia.
Por aquel entonces Valencia lo nombró hijo predilecto y meritorio, y le fue dado su nombre a una calle. Tras muchos viajes por Europa, principalmente Inglaterra y Francia, celebró una exposición en París con más de medio millar de obras, lo que le dio un reconocimiento internacional inusitado, conociéndose su obra pictórica por toda Europa y América.
En 1902 viaja hasta La Arena, en Asturias, por recomendación de Agustín Lhardy. Pretendía pasar unas semanas pero su experiencia se repitió durante tres veranos más, interesado en captar la diferente luz de la costa asturiana. Hacia el verano de 1905 está en Jávea y realiza una serie de pinturas de niños desnudos, una de sus series más famosas y que le valieron el posterior encargo de la Hispanic Society of America. Uno de los cuadros más destacados de la serie es El baño, de 1905 y que pertenece a la colección del Museo Metropolitano de Nueva York.

### Un nuevo proyecto: la casa Sorolla

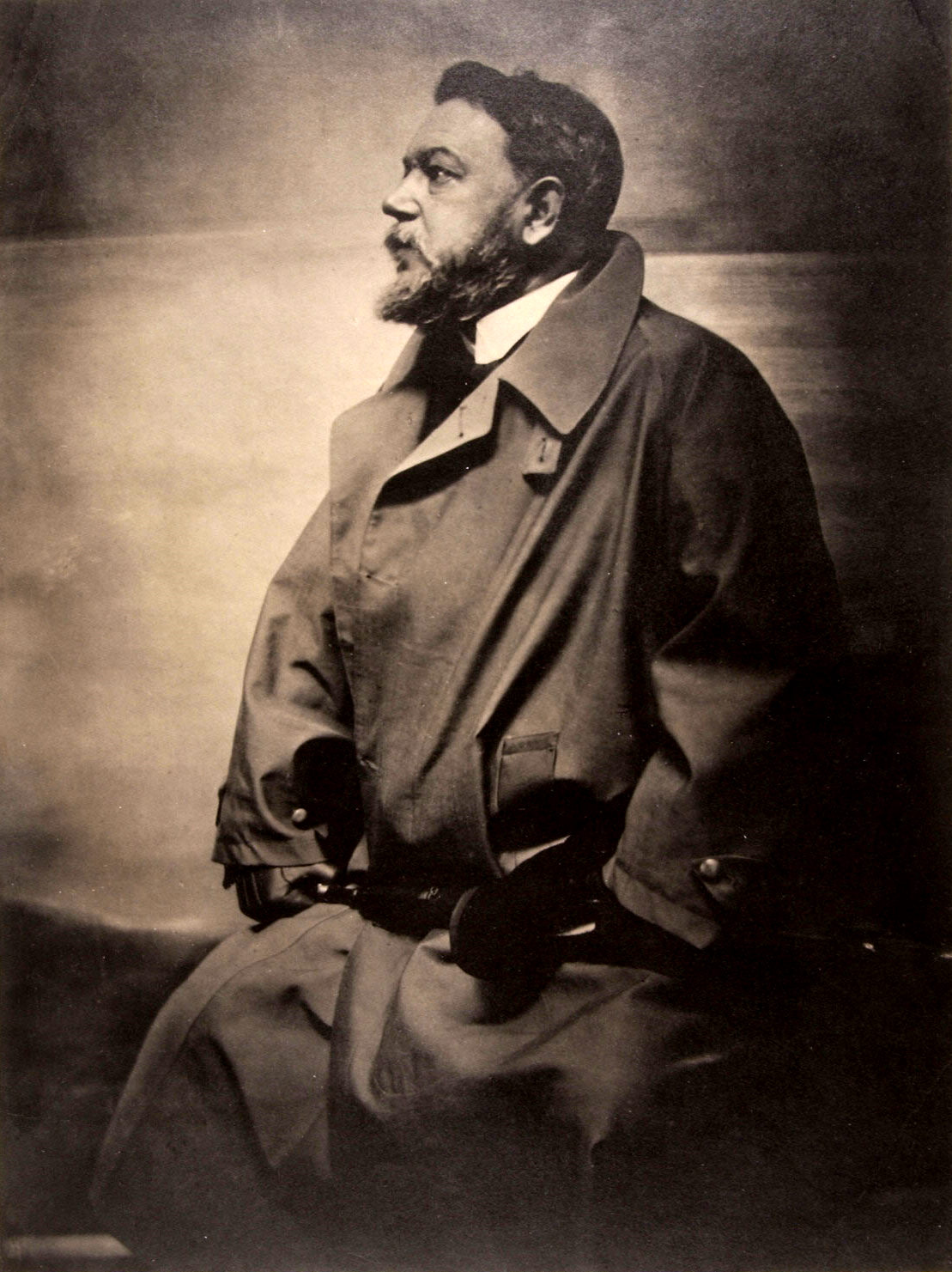
Joaquín Sorolla en 1908, fotografía de Gertrude Käsebier.

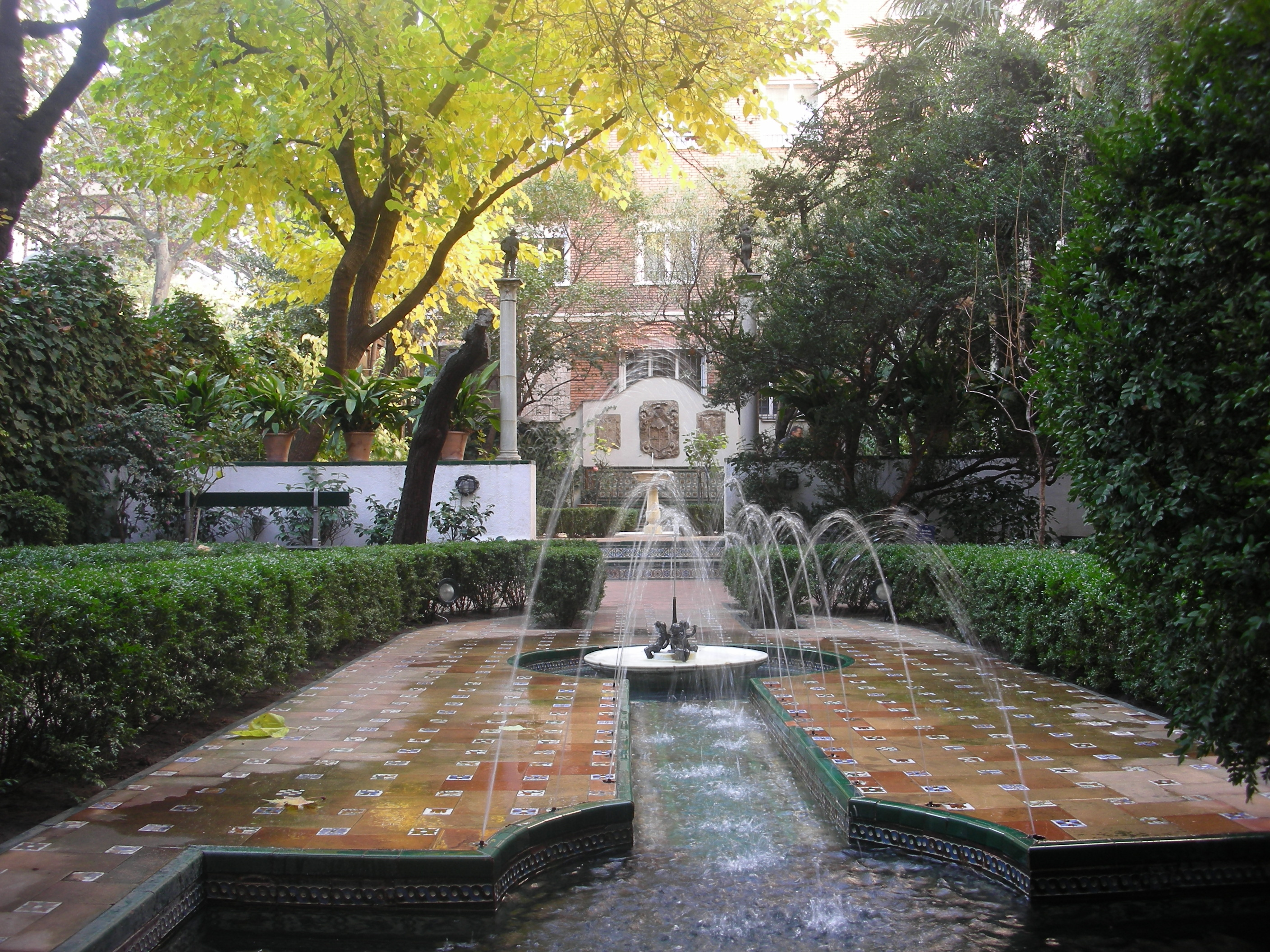
Jardín del Museo Sorolla, Madrid.

En 1905, el pintor adquirió un solar en el paseo del Obelisco de Madrid (luego calle del General Martínez Campos), junto a la residencia de la actriz María Guerrero. En 1909, encargó el proyecto al arquitecto Enrique María de Repullés y Vargas. Poco después compró un segundo solar contiguo que le permitiría ampliar la zona construida e incorporar tres jardines a la vivienda. Sorolla inauguró en 1911 su nuevo hogar en Madrid, tras pasar por diversos estudios y domicilios en la ciudad —plaza el Progreso, pasaje de la Alhambra, calle de Miguel Ángel—.
Su éxito económico es evidente desde 1905. En parte, también provino de su exposición en Nueva York en 1909, que cosechó un éxito sin precedentes, con obras como Sol de tarde o Nadadores, entre otras muchas. También triunfó en 1911, en el Museo de Arte de San Luis y en el Instituto de Arte de Chicago.

### El encargo de la Hispanic Society

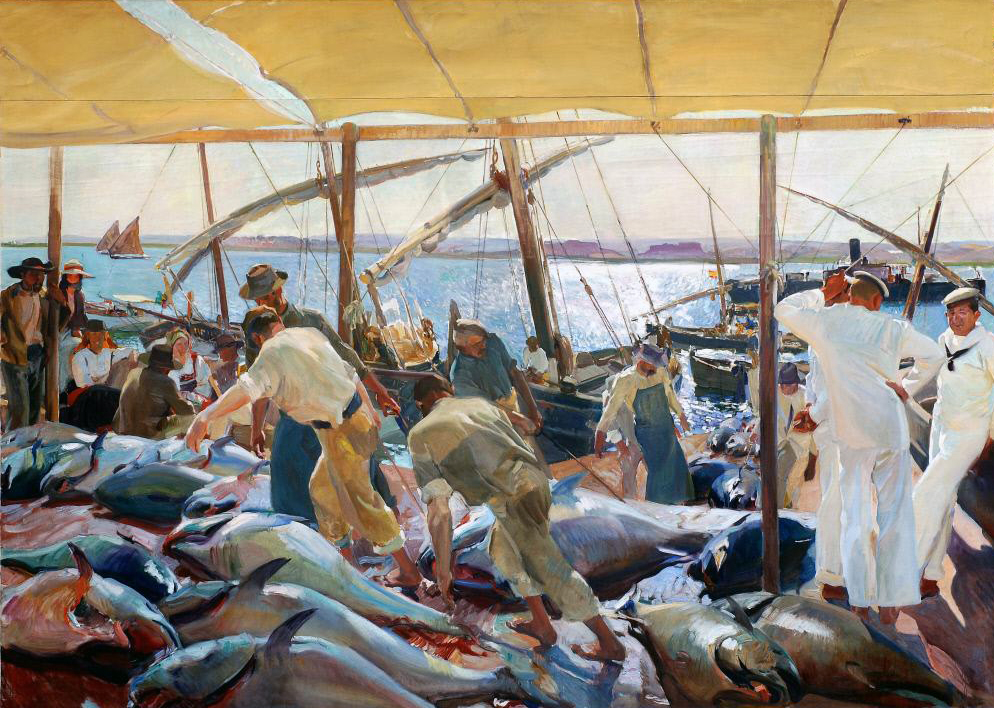
Ayamonte (1919). Pesca del atún. Uno de los lienzos más conocidos de su serie Visión de España.

En noviembre de ese mismo año firmó un encargo para la Sociedad Hispánica de América, por el que realizaría catorce murales que decorarían las salas de la institución, y dedicados a las Regiones de España. Con esta obra realizada entre 1913 y 1919, de tres metros y medio de alto por setenta metros de largo, alzó un imborrable monumento a España, pues en ella se representaban escenas características de diversas provincias tanto españolas como portuguesas. Necesitó casi todo el año de 1912 para viajar por todo el país, haciendo bocetos y trabajos de costumbres y paisajes. De esta tarea destacan los óleos pintados en 1916 dedicados a niños y mujeres en las playas de Valencia, donde predomina la libertad de pincelada y la luz de su tierra. Algunos ejemplos son Madre e hija o Pescadora valenciana.

### Última etapa

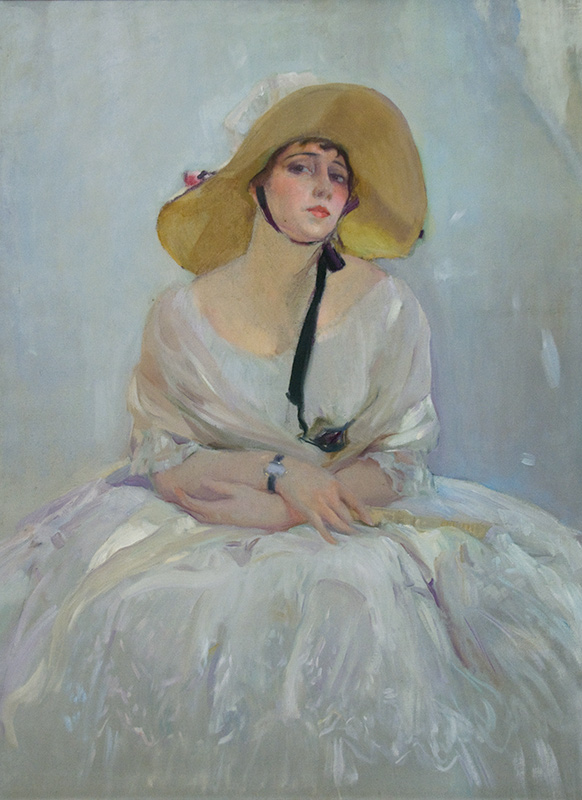
Retrato de Raquel Meller, 1918.

Otra importante faceta que desarrolló en aquellos años fue la de retratista. Posaron para él personajes como Ramón y Cajal, Pérez Galdós, Machado, su paisano Vicente Blasco Ibáñez, o políticos como Emilio Castelar, el rey Alfonso XIII, el presidente William Howard Taft, la tiple Isabel Brú, además de una buena colección de retratos de su familia y algunos autorretratos.
En 1914 había sido nombrado académico y, cuando terminó los trabajos para la Hispanic Society, trabajó como profesor de composición y color en la Escuela de Bellas Artes de Madrid. En 1920, mientras pintaba en el jardín de su casa el retrato de la mujer de Ramón Pérez de Ayala, sufrió una hemiplejia que mermó sus facultades físicas y le impidió seguir pintando. Murió tres años después en su residencia veraniega de Cercedilla el 10 de agosto de 1923.

### Legado y seguidores
En 1932, su casa de Madrid fue reabierta como Museo Sorolla. Su principal discípulo fue Teodoro Andreu.
En junio de 2023, Correos lanzó 124.000 sellos conmemorativos del centenario de su fallecimiento dentro de la serie Efemérides, ilustrados con el retrato fotográfico que le hiciera Diego González Ragel.

## Obra

### Etapa de formación (1863-1888)
- Estudio de pies (1876-79)[13]
- Exótico (1876-79)
- Concepción de los Venerables (1876-79)
- Niño dormido (1876-79)
- Retrato de anciano (ca.1880)
- Marina (1881)
- San Luis, Rey de Francia (1882)
- Estudio de Cristo (1883)[7]
- Copia de Cabeza de Caballo de Velázquez (1883)
- Caserío barrios bajos madrileños (1883)[14]
- El padre Jofré defendiendo a un loco (1887)

### Etapa de consolidación (1889-1899)

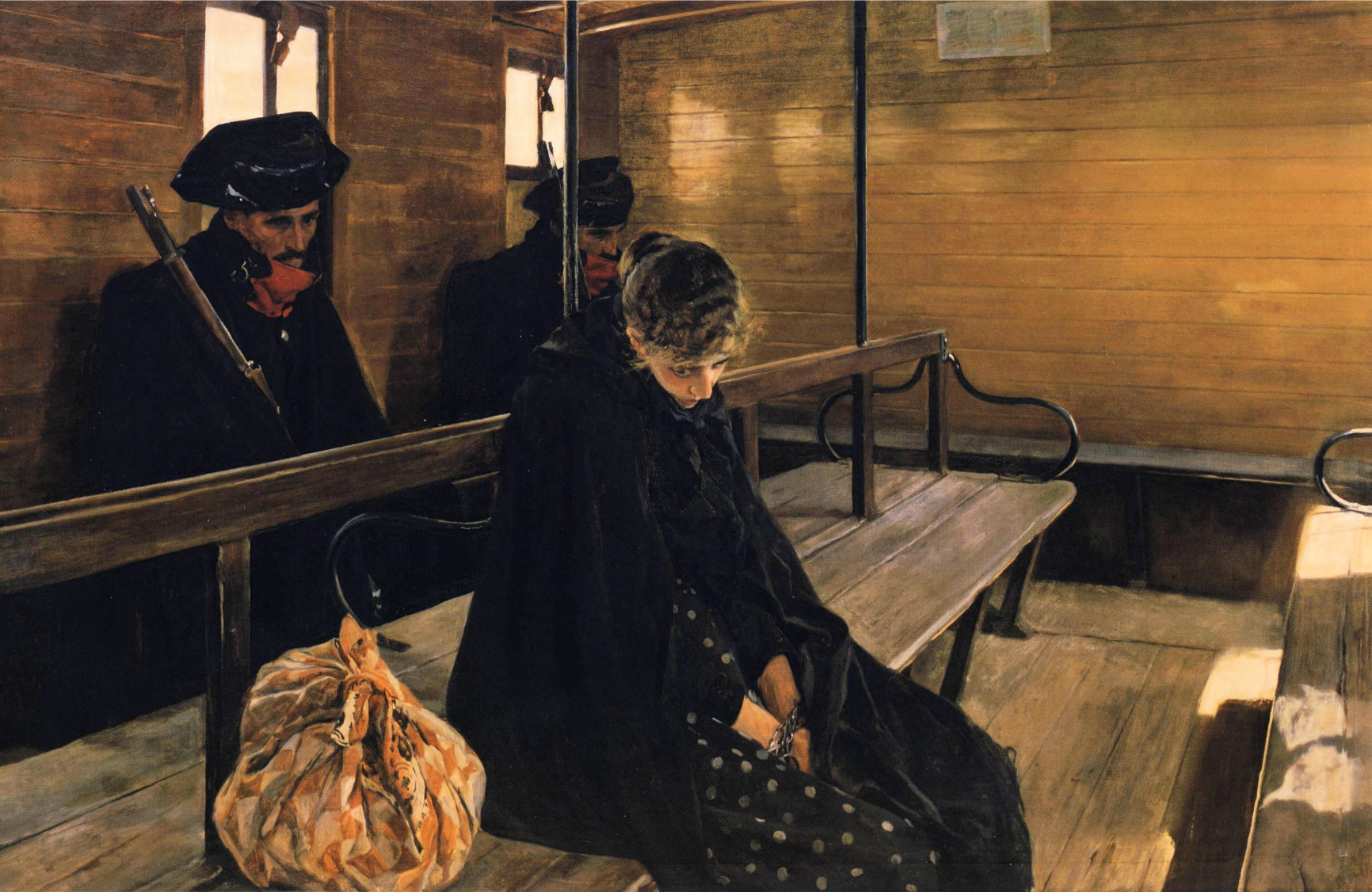
Otra Margarita, 1892. Museo de Arte Mildred Lane Kemper.

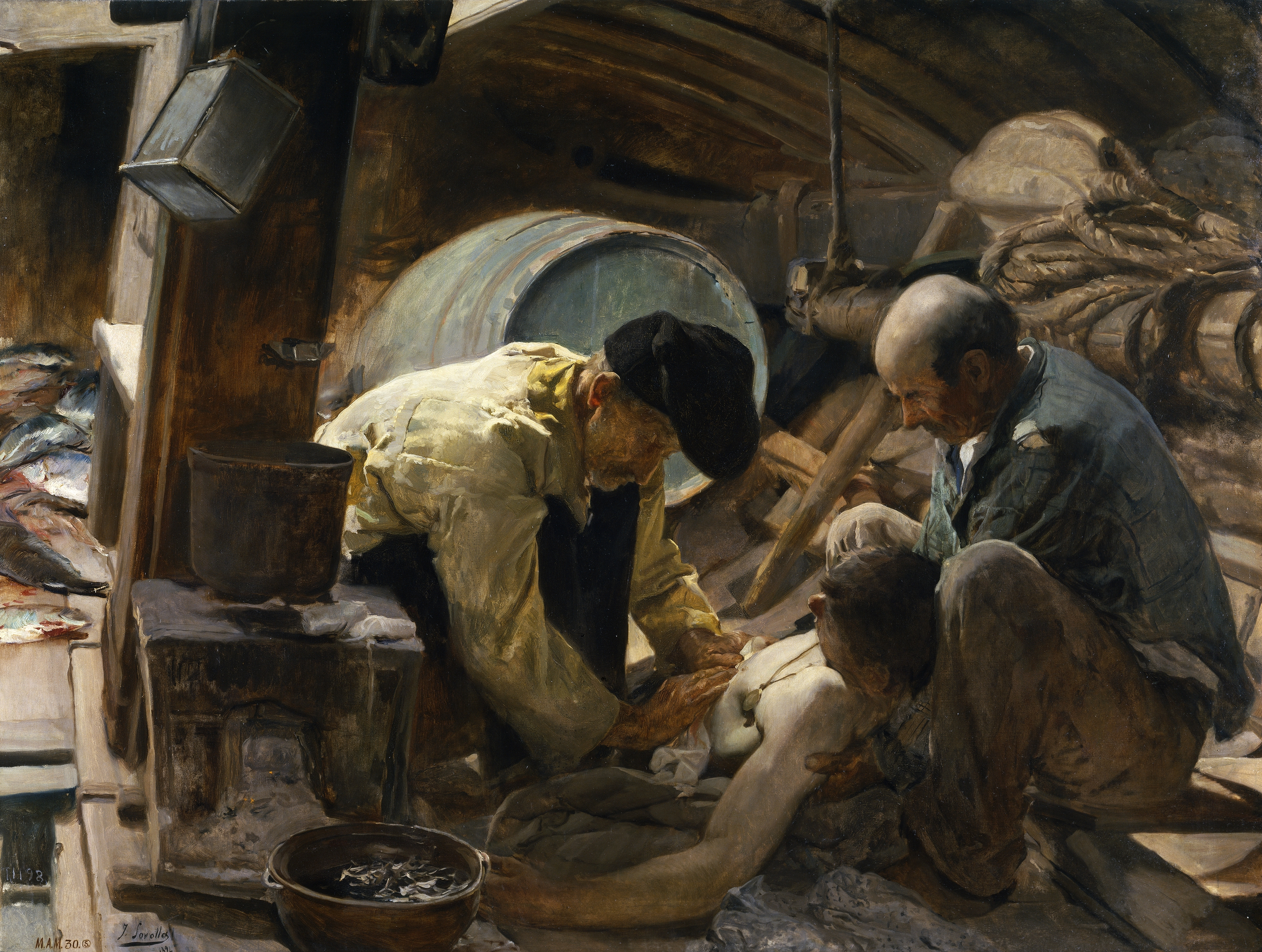
¡Y aún dicen que el pescado es caro! (1894), Museo del Prado.

- Los guitarristas, costumbres valencianas (1889)
- La fuente, Buñol (1890-1895)
- El pillo de playa (1891)
- Otra Margarita (1892)
- El beso de la reliquia (1893)
- Trata de blancas (1894)
- ¡Aún dicen que el pescado es caro! (1894)
- Retrato de Benito Pérez Galdós (1894)
- Madre (1895)
- Cosiendo la vela (1896)
- Joaquín Sorolla García vestido de blanco (1896)
- Una investigación (1897)
- Comida en la barca (1898)
- Cordeleros de Jávea (1898)
- Triste herencia (1899)

### Etapa de culminación (1900-1910)
- Noria, Jávea (1900)
- Clotilde con traje gris (1900)[16]

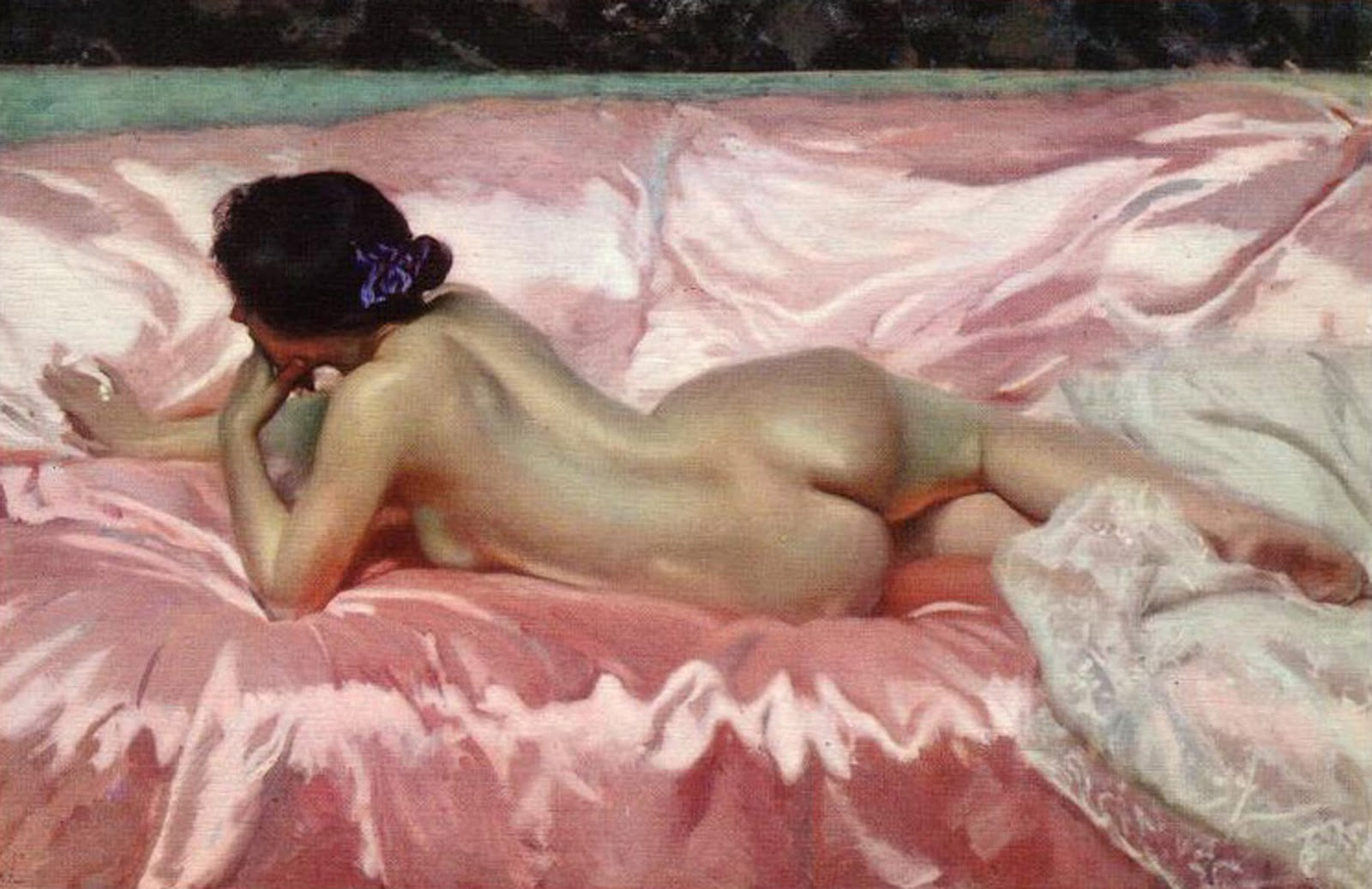
Desnudo de mujer de 1902, posible retrato de Clotilde, pintado durante su etapa de culminación. Colección Particular. Madrid.

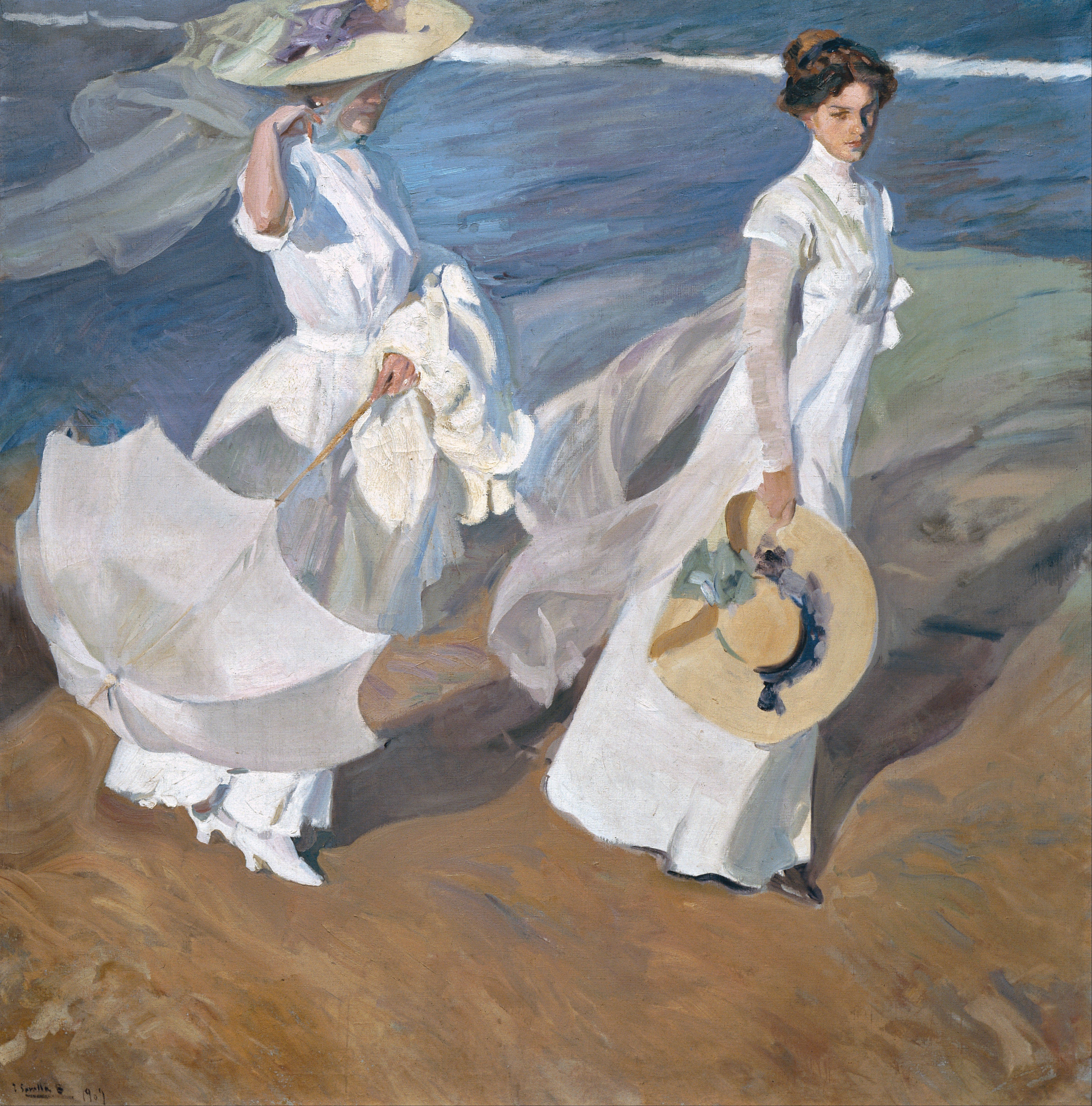
Paseo a orillas del mar (1909), Museo Sorolla, Madrid.

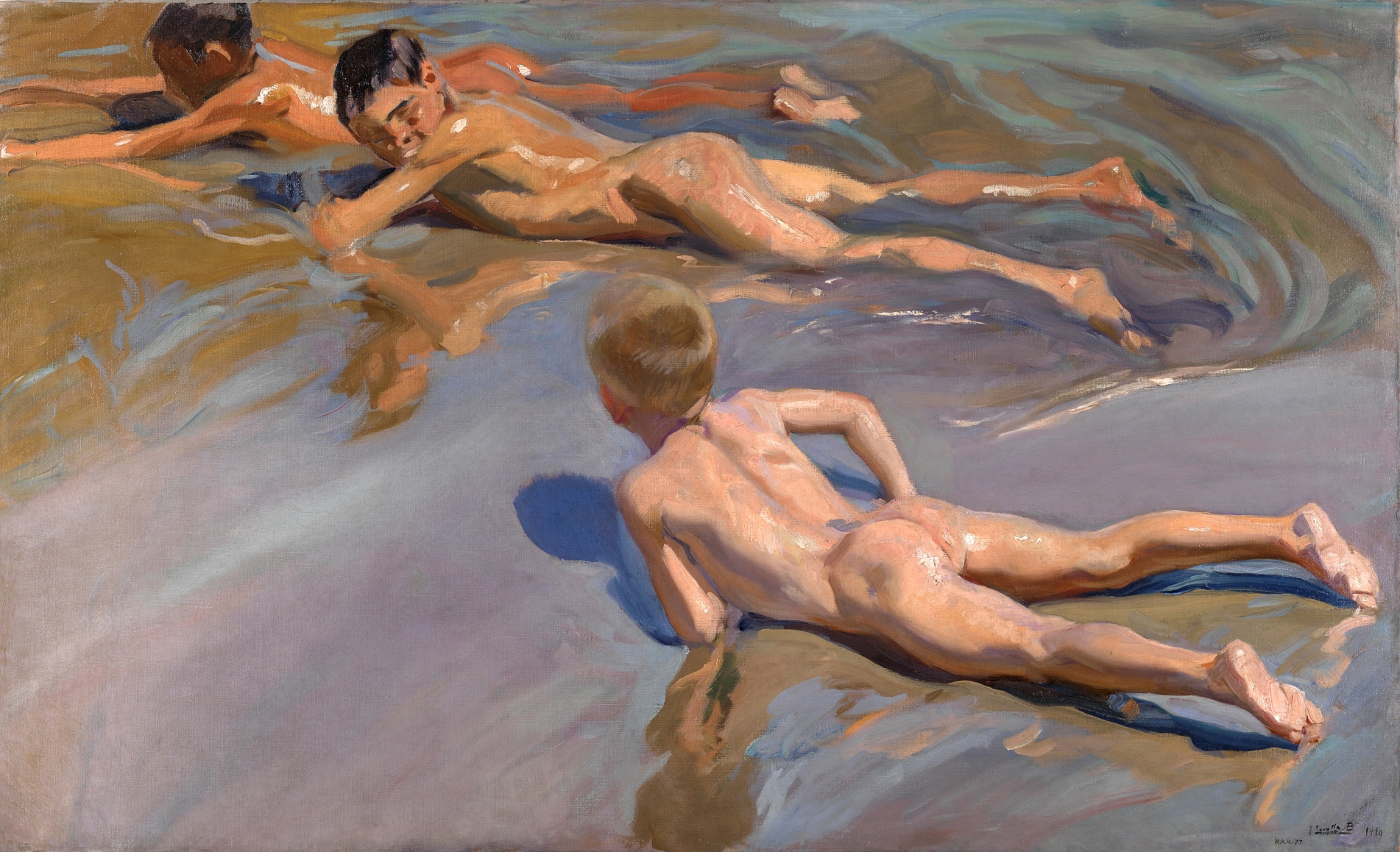
Chicos en la playa, 1910. Museo del Prado. Las escenas de playas levantinas y los efectos impresionistas de luz reverberante son características del arte de Sorolla.

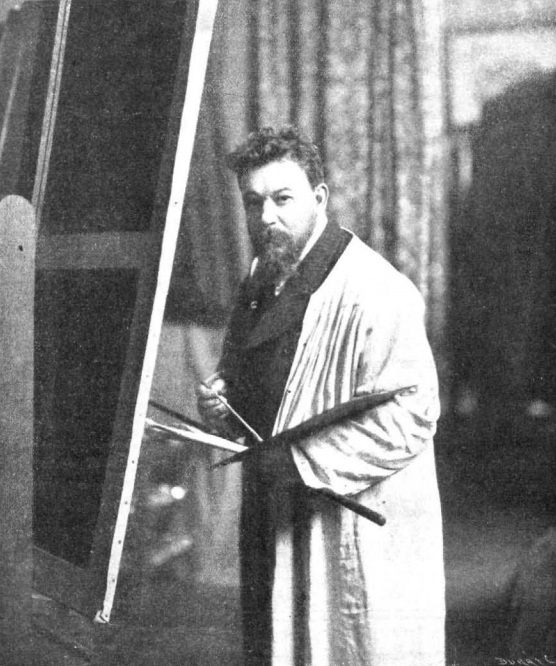
Joaquín Sorolla fotografiado en 1909 por Christian Franzen.

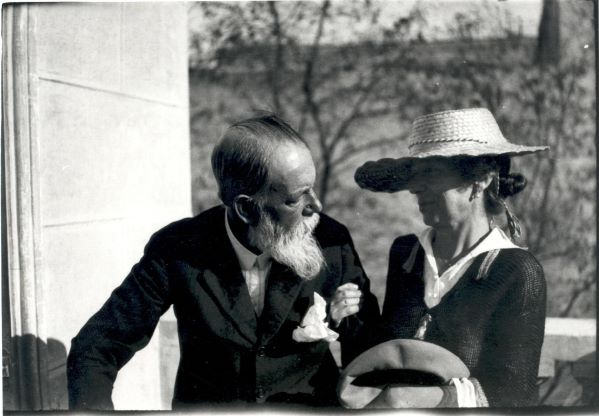
Retrato de Joaquín Sorolla y su esposa, Clotilde García del Castillo, en 1922-23.

- La niña María Figueroa vestida de menina (1901)
- Desnudo de mujer (1902)
- Retrato de Beruete (1902)
- Mar y rocas de San Esteban, Asturias (1903)
- Las tres velas (1903)
- Bueyes en el mar. Estudio para “Sol de la tarde” (1903)
- A la sombra de la barca, Valencia (1903-1904)
- Autorretrato (1904)
- Mis hijos (1904)
- El niño de la barquita (1904)
- El pescador (1904)
- Ramillete de mandarinas (1904).[17]
- Retrato de la tiple Isabel Brú (1904)
- Nadadores, Jávea (1905)
- Los abuelos de mis hijos (1905)
- Rocas de Jávea y el bote blanco (1901)
- Retrato de Santiago Ramón y Cajal (1906)
- Instantánea, Biarritz (1906)
- La actriz María Guerrero como «La dama boba» (1906)
- Tormenta sobre Peñalara, Segovia (1906)
- María convaleciente (1907)
- Saltando a la comba, La Granja (1907)
- Fuente del Alcázar de Sevilla (1908)
- Corriendo por la playa, Valencia (1908)
- Pescadora con su hijo, Valencia (1908)
- Reflejos de una fuente (1908)
- Paseo a orillas del mar (1909)
- El baño del caballo (1909)
- Chicos en la playa (1910)
- Mi mujer y mis hijas en el jardín (1910)
- Clotilde sentada en un sofá (1910)
- Clotilde con traje de noche (1910)
- Bajo el toldo, playa de Zarauz (1910)
- Jardines de Carlos V, Alcázar de Sevilla (1910)
- Jardín de los Adarves, Alhambra de Granada (1910)

### Etapa final (1911-1920)

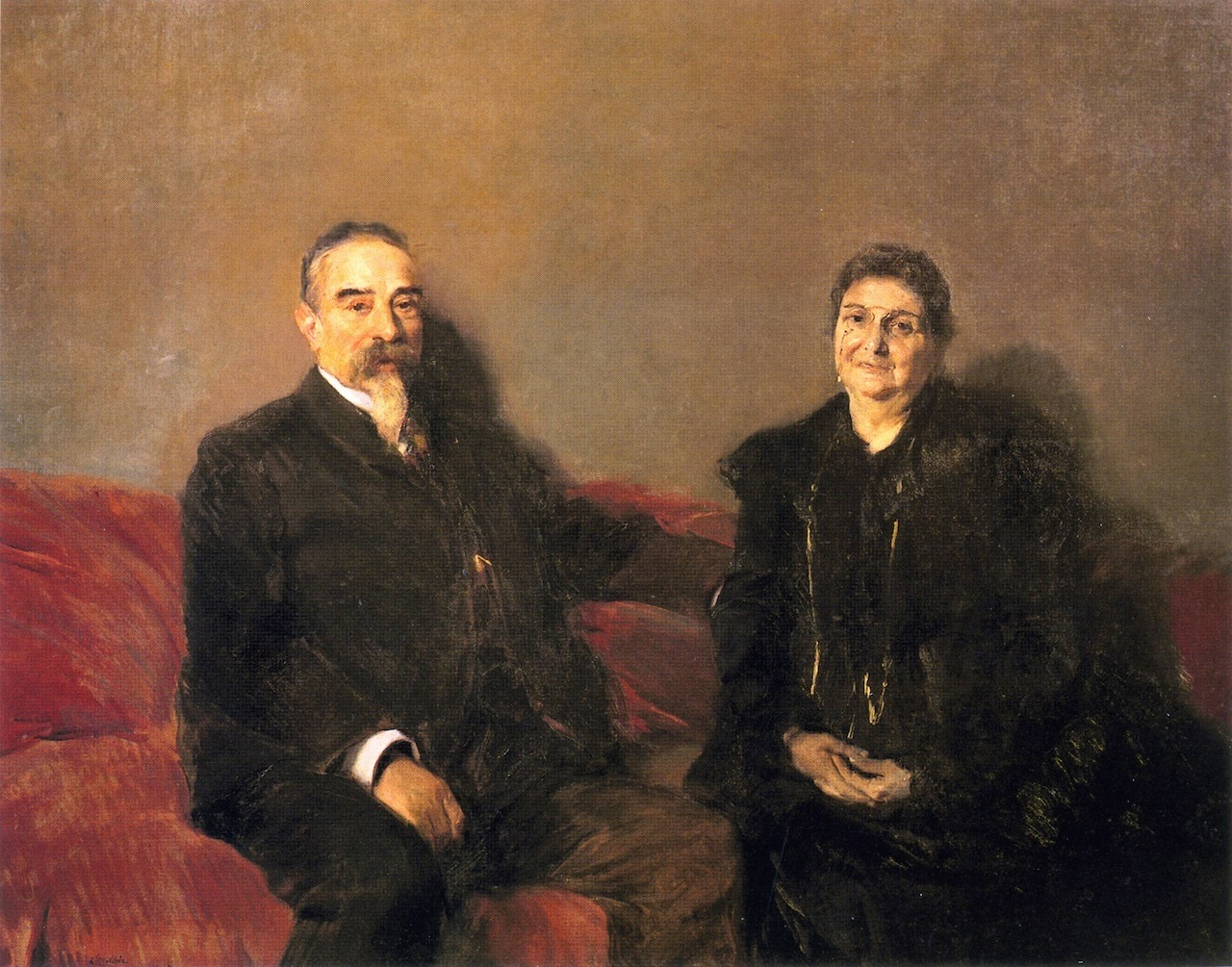
Los abuelos de mis hijos. (1905). Museo de Bellas Artes de Valencia.

- Visión de España (bocetos, apuntes y cuadros para la Hispanic Society)
- Castilla: La fiesta del pan (1913)
- Sevilla: Los nazarenos (1914)
- Aragón: La jota (1914)
- Navarra: El concejo del Roncal (1914)
- Guipúzcoa: Los bolos (1914)
- Andalucía: El encierro (1914)
- Sevilla: el baile (1915)
- Sevilla: Los toreros (1915)
- Galicia: La romería (1915)
- Cataluña: El pescado (1915)
- Valencia: Las grupas (1916)
- Extremadura: El mercado (1917)
- Elche: El palmeral (1918-1919)
- Ayamonte: La pesca del atún (1919)
- Aldeanos leoneses (1907)
- Tipos del Roncal (1912)
- Pescadoras valencianas (1915)
- Lavanderas de Galicia (1915)
- Después del baño (1911)
- Fifth Avenue, Nueva York (1911)
- La siesta (1911)
- Tipos de La Mancha (1912)
- Niña entrando en el baño (1915)
- Jardín de la Casa Sorolla (c. 1916)
- La bata rosa (1916)
- El patio de Comares, la Alhambra de Granada (1917)
- Capilla de la finca de Láchar (1917)
- Rompeolas, San Sebastián (1917-1918)
- Joaquín Sorolla y García sentado (1917)
- Patio de la casa Sorolla (1917)
- Retrato de Raquel Meller (1918)
- Alberca del Alcázar de Sevilla (1918)
- Jardín de la Casa Sorolla (1918-1919)
- Helena en la cala de San Vicente, Mallorca (1919)
- Jardín de la Casa Sorolla (1920)

## Honores

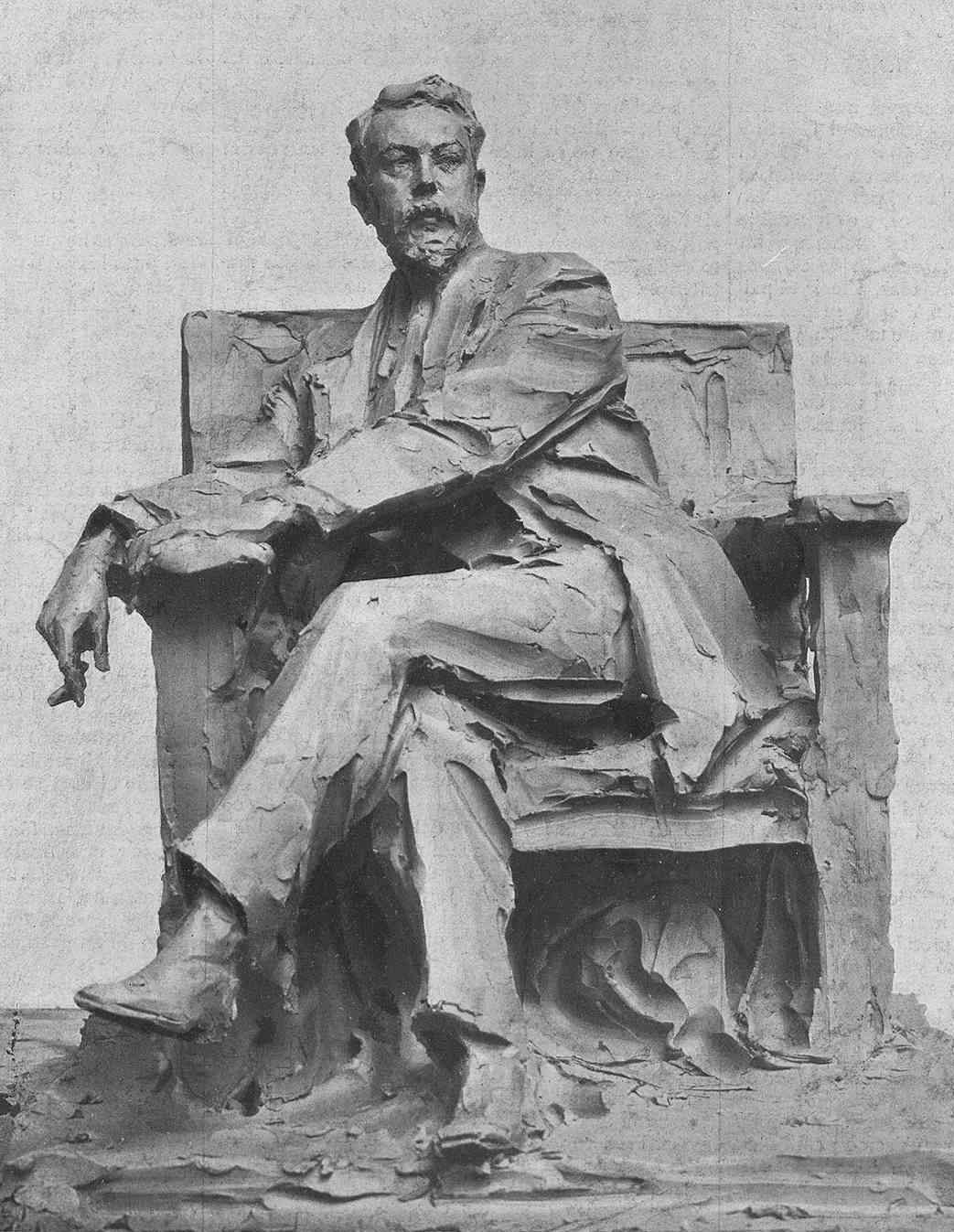
Sorolla en una escultura de 1910 de Paolo Troubetzkoy, Museo Sorolla, Madrid.

### Órdenes
- Caballero Gran Cruz de la Orden Española y Americana de Isabel la Católica[19][20]
- Caballero de la Legión de Honor[21][22]
- Caballero Gran cruz de la Orden Civil de Alfonso XII[23][24]
- Caballero comendador de la Orden de San Olaf[23]
- Oficial de la Legión de Honor[21][22]
- Gran Oficial de la Orden de la Corona de Italia[25][26]

### Cargos
- Académico correspondiente de la Real Academia de Bellas Artes de San Carlos de Valencia.

## Medallas
- Medalla de Oro de Segunda Clase en la Exposición Internacional de Múnich por su obra Rogativa en Burgos - (1892)
- Medalla de Primera Clase en la Exposición Nacional por su obra ¡Otra Margarita! - (1892)
- Medalla de Oro de Tercera Clase en el Salón de la Sociedad de Artistas Franceses de París por su obra El beso de la reliquia - (1893)
- Medalla de Segunda Clase en la IV Exposición Internacional de Viena por su obra El beso de la reliquia - (1894)
- Medalla de Oro de Segunda Clase en la Exposición Internacional de Múnich por su obra Cosiendo la vela - (1896)
- Gran Medalla del Estado austriaco en la Exposición Internacional de Viena - (1897)[2]